# Natívitas
Natívitas è una città dello stato di Tlaxcala, nel Messico centrale, capoluogo della omonima municipalità.
La municipalità conta 26.309 abitanti (2020) e ha un'estensione di 56,30 km².
Anticamente era chiamata Yancuitlalpan, dalla lingua nahuatl Yancuil,  nuovo, e tlalli, terra, con pan, sopra: Sulla terra nuova. In seguito il nome della città è stato rinominato in onore della Natività di Gesù Cristo.